# 能登半島國定公園
能登半島國定公園（日语：／ Notohantō kokutei kōen），是位在日本石川縣、富山縣的國定公園。1968年5月1日指定。面積9,672ha。
日本海側的「外浦」與富山灣側的「內浦」呈對稱景觀。

## 主要景點
- 外浦側
  - 千里濱（日语：千里浜）
  - 能登金剛（日语：能登金剛）
  - 曾曾木海岸（日语：曽々木海岸）
  - 祿剛崎（日语：禄剛崎）
  - 哥吉拉岩（日语：ゴジラ岩 (石川県)）
- 內浦側
  - 九十九灣（日语：九十九湾）
  - 能登島
  - 雨晴海岸
- 內陸部
  - 和倉溫泉
  - 二上山（日语：二上山 (富山県)）

## 關連市町村
- 石川縣 - 七尾市、輪島市、珠洲市、羽咋市、志賀町、寶達志水町、中能登町、穴水町、能登町
- 富山縣 - 高岡市、冰見市

## 集團設施地區
| 地區名     | 面積    | 所在地       | 使用人數（人） |
| ---------- | ------- | ------------ | -------------- |
| 能登木之浦 | 129.0ha | 石川縣珠洲市 | 15,000         |
| 能登千里濱 | 24.0ha  | 石川縣羽咋市 | 414,000        |

## 圖片

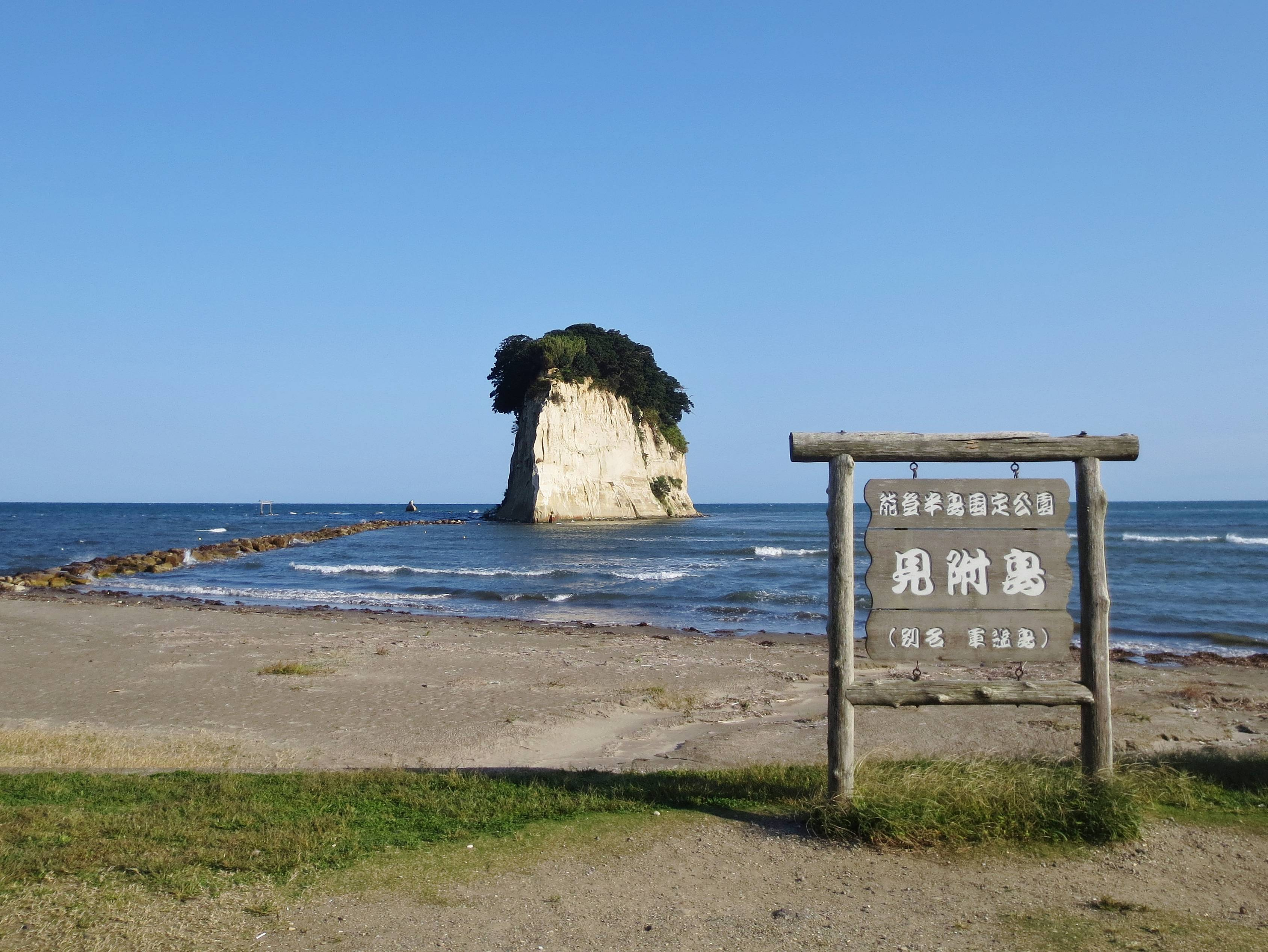
見附島（珠洲市）
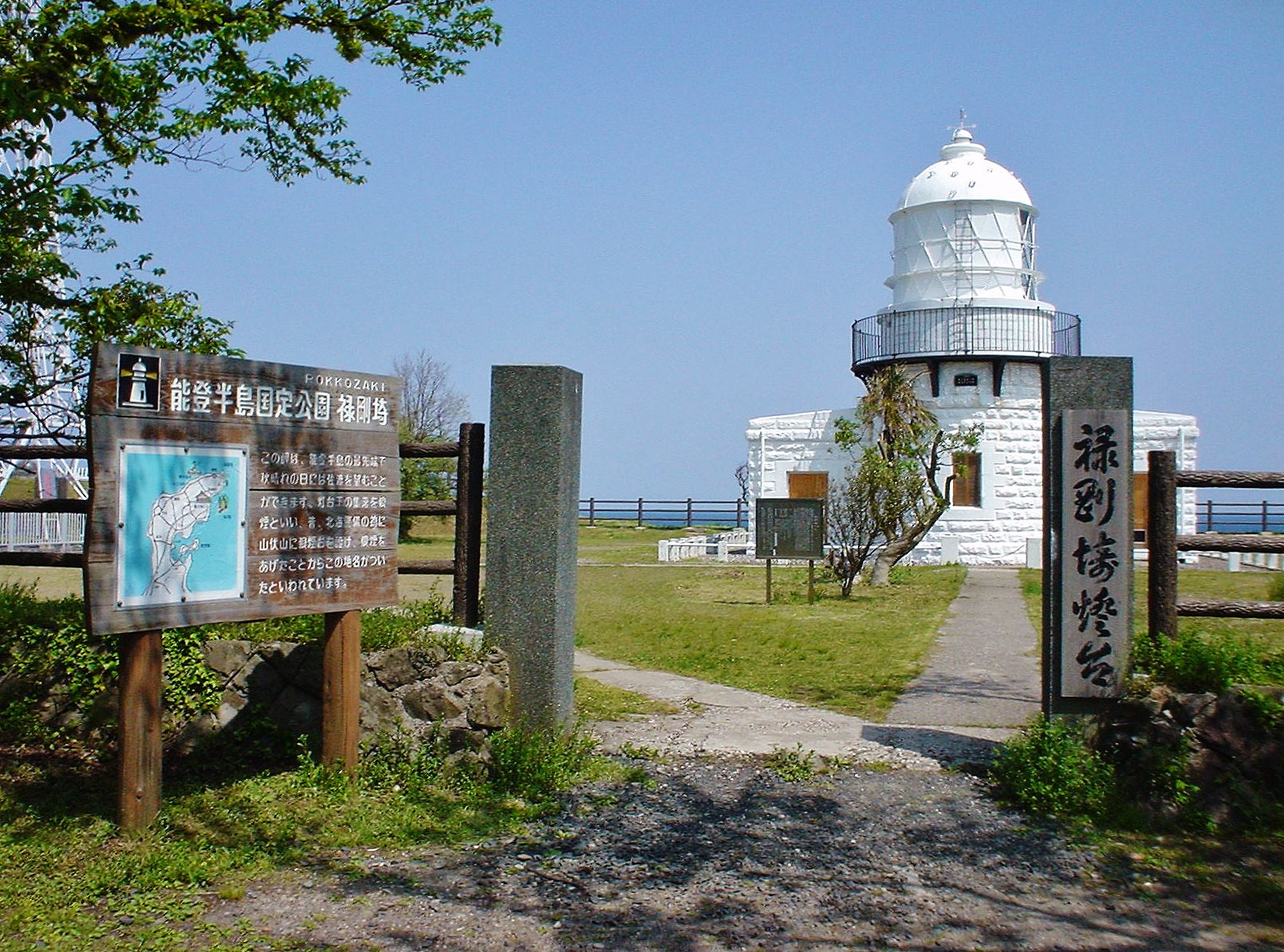
祿剛崎燈塔（日语：禄剛埼灯台）（珠洲市）
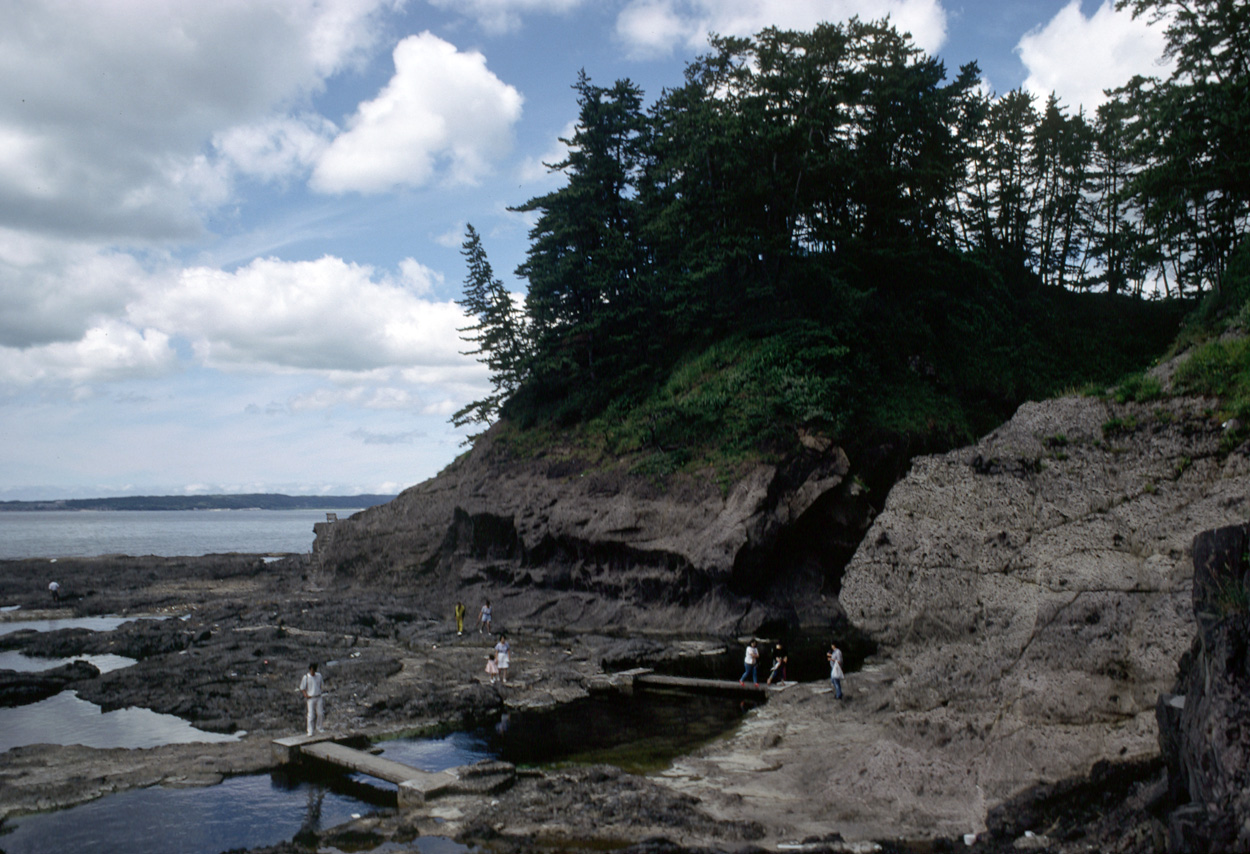
能登金剛（日语：能登金剛）（志賀町）
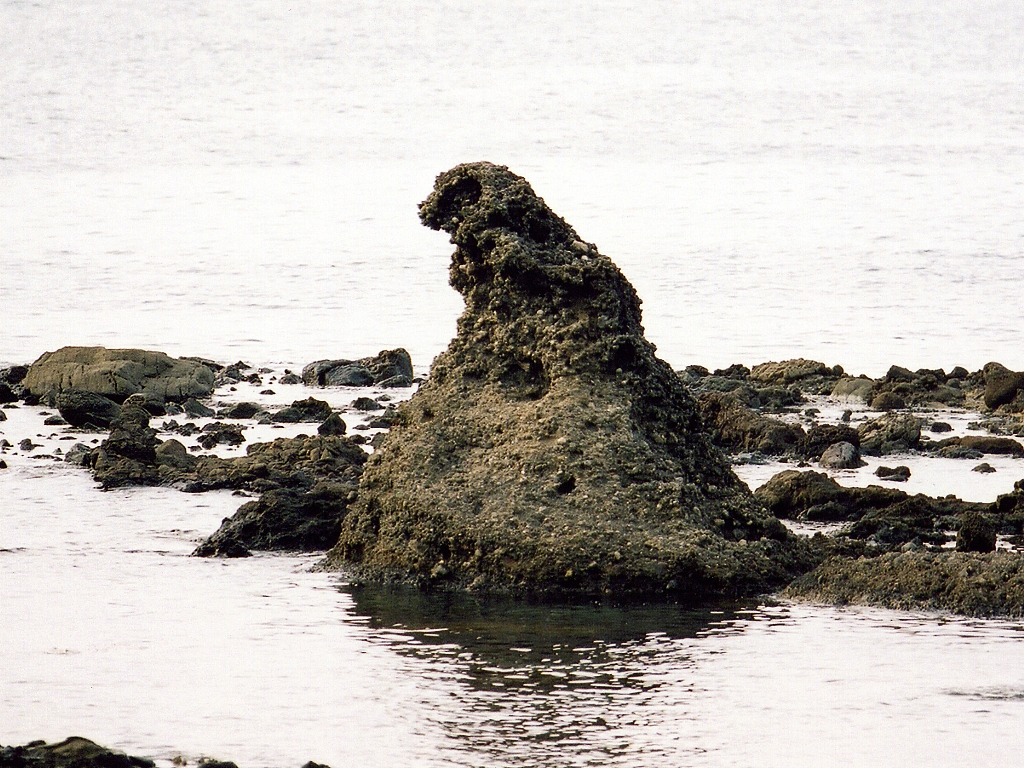
哥吉拉岩（日语：ゴジラ岩 (石川県)）（珠洲市）

## 關連項目
- 國定公園
- 能登半島

## 外部連結
- （日語）石川県の自然公園 （页面存档备份，存于）